# Tabernaemontana alfari
Tabernaemontana alfari är en oleanderväxtart som beskrevs av John Donnell Smith. Tabernaemontana alfari ingår i släktet Tabernaemontana och familjen oleanderväxter. Inga underarter finns listade i Catalogue of Life.